# Якалово
Якалово — деревня в Ярославском районе Ярославской области. Входит в состав Заволжского сельского поселения.

## География
Находится в восточной части Ярославской области на расстоянии приблизительно 10 км на восток-северо-восток по прямой от станции Филино.

## История
В 1859 году здесь (деревня Ярославского уезда Ярославской губернии) было учтено 16 дворов, в 1898 — 34.

## Население
Численность населения: 130 человек (1859 год), 4 (русские 100 %) в 2002 году, 2 в 2010.